# News Outdoor Group
News Outdoor Group este o companie de publicitate outdoor, controlată de Rupert Murdoch, proprietarul News Corporation. Compania activează în Rusia, Bulgaria, Republica Cehă, Israel, Polonia, România și Ucraina. News Outdoor Group administrează aproximativ 60.000 de panouri publicitare, în peste 300 de orașe.
Număr de angajați în 2008: 4.500
Cifra de afaceri în 2007: 500 milioane Euro